# Предтечевка
Предтечевка — деревня в Воловском районе Липецкой области России. Входит в состав Верхнечесноченского сельсовета.

## География
Деревня находится в юго-западной части Липецкой области, в лесостепной зоне, в пределах восточных отрогов Среднерусской возвышенности, на берегах ручья Чесночный (приток реки Олым), на расстоянии примерно 15 километров (по прямой) к юго-востоку от села Волово, административного центра района. Абсолютная высота — 158 метров над уровнем моря.
Климат умеренно континентальный с теплым летом и умеренно морозной зимой.
Часовой пояс
Деревня Предтечевка, как и вся Липецкая область, находится в часовой зоне МСК (московское время). Смещение применяемого времени относительно UTC составляет +3:00.

## Население
| 2010 | 2012 |
| ---- | ---- |
| 93   | ↗96  |

Гендерный состав
По данным Всероссийской переписи населения 2010 года в гендерной структуре населения мужчины составляли 49,5 %, женщины — соответственно 50,5 %.
Национальный состав
Согласно результатам переписи 2002 года, в национальной структуре населения русские составляли 100 %.

## Улицы
Уличная сеть деревни состоит из двух улиц (ул. Калинина и ул. Раздольная).